# Fi Cygni
Fi Cygni (φ  Cygni, förkortat Fi Cyg, φ  Cyg)  som är stjärnans Bayerbeteckning, är en dubbelstjärna belägen i den sydvästra delen av stjärnbilden Svanen (stjärnbild). Den har en skenbar magnitud på 4,70 och är svagt synlig för blotta ögat där ljusföroreningar ej förekommer. Baserat på parallaxmätning inom Hipparcosuppdraget på ca 12,3 mas, beräknas den befinna sig på ett avstånd på ca 260 ljusår (ca 82 parsek) från solen.

## Egenskaper
Fi Cygni är en gul till vit jättestjärna och tillsammans med följeslagaren av spektralklass G8 III-IV. Den har en massa som är ca 2,3 gånger större än solens massa, en radie som är ca 7,8 gånger större än solens och utsänder från dess fotosfär ca 98 gånger mera energi än solen vid en effektiv temperatur på ca 4 870 K.
Fi Cygni är en dubbelsidig spektroskopisk dubbelstjärna, vilket innebär att absorptionslinjerna för båda komponenterna är synliga i spektret. Paret har en omloppsperiod på 434,086 dygn, eller 1,2 jordår och en hög excentricitet på 0,52. Systemet har en kombinerad stjärnklassificering som matchar en utvecklad stjärna av spektraltyp G med ett spektrum som visar blandning av egenskaper mellan en jätte- och en underjättestjärna.